# 1905 en Nouvelle-Écosse
Chronologie de la Nouvelle-Écosse
- 1901
- 1902
- 1903
- 1904
- 1905
- 1906
- 1907
- 1908
- 1909

Cette page concerne des événements survenus en 1905 dans la province canadienne de la Nouvelle-Écosse.

## Politique
- Premier ministre : George H. Murray
- Chef de l'Opposition :
- Lieutenant-gouverneur : Alfred Gilpin Jones
- Législature :

## Naissances
- 21 juillet : George Roy McWilliam (mort en 1977) homme politique canadien du Nouveau-Brunswick. Né à Sydney, en Nouvelle-Écosse, il passe néanmoins l'essentiel de sa vie à Newcastle, au Nouveau-Brunswick, où il publie un journal local, le North Shore Leader.